# Mustafa Naili Pascha

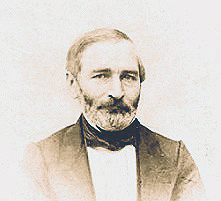
Mustafa Naili Pascha

Mustafa Naili Pascha (türkisch Mustafa Naili Paşa, auch Giritli Mustafa Naili Paşa, deutsch „Der Kreter Mustafa Naili Pascha“; * 1798 in Polyen, heute Albanien; † 28. Dezember 1871 wohl in Konstantinopel) war ein osmanischer Staatsmann und zweimal Großwesir unter Abdülmecid I.

## Leben
Mustafa Naili Pascha wurde 1798 in einem Dorf an der heutigen albanisch-griechischen Grenze geboren. Sein Vater İsmail und dessen Brüder Tahir und Hasan nahmen 1801 an einer britisch-osmanischen Militäroperation teil, die Ägypten von der französischen Herrschaft befreien sollte. So wuchs Mustafa in der osmanischen Provinz Ägypten auf. Als sein Onkel Tahir und sein Vater starben, kehrte er mit der Mutter in sein Heimatdorf zurück. Doch 1809 holte ihn sein Onkel Hasan nach Ägypten zurück und Mustafa wuchs in Soldatencamps im Nahen Osten auf. Er begann eine militärische Karriere unter Muhammad Ali Pascha, dem Gründer des modernen Ägyptens, und war Soldat im Hedschas.
1821 schickt Muhammad Ali Pascha den Onkel Hasan Pascha nach Kreta, um dort einen Aufstand der kretischen Griechen während der Rebellion in den 1820er Jahren in Zusammenhang mit dem Griechischen Unabhängigkeitskrieg niederzuschlagen. Mustafa Naili Pascha begleitete den Ziehvater. Als der starb, erbte Mustafa Naili ein beträchtliches Vermögen.
Obwohl Mustafa Naili noch recht jung war, übernahm er immer mehr Macht in der ägyptischen Armee auf Kreta und wurde schließlich Gouverneur der Insel und Serasker. Am 18. Mai 1828 konnte er Frangokastello von Hatzimichalis Dalianis rückerobern. Als der osmanische Sultan Mahmud II. im Kampf gegen die Aufständischen in Griechenland in Nöte geriet, eilte ihm sein ägyptischer Statthalter zur Hilfe. Ab 1832 verwaltete Mustafa Naili Pascha die Insel Kreta mehr als zwei Jahrzehnte, weshalb ihm die osmanischen Geschichtsschreiber den Beinamen „Giritli“ (dt. der Kreter) gaben.
Seine Herrschaft war geprägt von dem Versuch, das Zusammenleben der muslimischen Landbesitzer und der christlichen Händler  zu befrieden. Obwohl muslimischer Herrscher, agierte Mustafa Naili Pascha eher zurückhaltend. Er versuchte, die griechischen Kreter zu unterstützen. Er lernte Griechisch und heiratete auch Helena Bolanopoula, die Tochter eines orthodoxen Priesters, der er erlaubte, den christlichen Glauben zu behalten. Trotz der Bemühungen entsandten die Kreter im Jahr 1834 ein Komitee nach Athen, das eine Vereinigung mit Griechenland erreichen wollte. In diesen Jahren wurde Mustafa Naili Pascha zu einem der reichsten Männer des Osmanischen Reiches.
Im Jahr 1840 drängte der britische Staatssekretär des Auswärtigen Henry Temple, 3. Viscount Palmerston, Ägypten, Kreta an das Osmanische Reich abzugeben. Mustafa Naili Pascha versuchte, Prinz der Insel zu werden und einen halbautonomen Status zu erreichen. Doch die muslimischen Aghas erhoben sich gegen ihn und auch die griechische Bevölkerung versagte ihm die Unterstützung. Es kam zu Ausschreitungen, die erst durch eine britisch-osmanische Militäroperation niedergeschlagen werden konnten. Das osmanische Reich übernahm die Kontrolle und Mustafa Naili Pascha wurde Statthalter des osmanischen Sultans.
Im Sommer 1850 kam Sultan Abdülmecid I. mit den Thronfolgern Abdülaziz und Murad V. auf die Insel und es gab im Privathaus von Mustafa Naili Pascha einen Empfang, der den Sultan wohl beeindruckte. 1851 schickte der Sultan ein Schiff nach Kreta und beorderte Mustafa Naili Pascha nach Konstantinopel, wo er ihn in den Meclis-i Vâlâ-yı Ahkâm-ı Adliyye (Oberster Gerichtshof und Staatsrat des Sultans) berief und später zum Vorsitzenden machte.
Am 14. Mai 1853 wurde Mustafa Naili Pascha zum Großwesir ernannt und war bis zum 29. Mai 1854 im Amt. In der Folge wurde er Mitglied des Ministerrates (Meclis-i Vükelâ’ya). Am 2. August 1857 wurde er erneut Großwesir, aber schon am 23. Oktober desselben Jahres von seinem Vorgänger Mustafa Reşid Pascha wieder verdrängt. Seine Amtszeiten waren geprägt von den Spannungen zwischen dem Osmanischen und dem Russischen Reich. In seiner ersten Amtszeit brach der Krimkrieg aus, in der zweiten musste er sich mit den Nachwirkungen des Krieges beschäftigen. Geprägt war diese Zeit aber auch von Streitigkeiten mit seinem Widersacher Mustafa Reşid Pascha.
Im September 1866 kehrte Mustafa Naili Pascha als kaiserlicher Bevollmächtigter nach Kreta zurück. Ein Volksaufstand war ausgebrochen und Mustafa Naili sollte die Insel befrieden. Er versuchte es mit einer Kombination aus militärischer Gewalt und Verhandlungen. Doch er scheiterte und wurde im März 1867 nach Istanbul zurückbeordert.
Mustafa Naili Pascha starb 1871 und wurde auf dem Friedhof der Fatih-Moschee bestattet.